# Nona Pérez Vivas
Pour les articles homonymes, voir Pérez.
Nona Pérez Vivas est une joueuse espagnole de water-polo née le 10 avril 2003 à Sant Cugat del Vallès, en Catalogne. Elle a remporté avec l'équipe d'Espagne la médaille d'or du tournoi féminin aux Jeux olympiques d'été de 2024, organisés à Paris.